# Giovanni Battista Donati

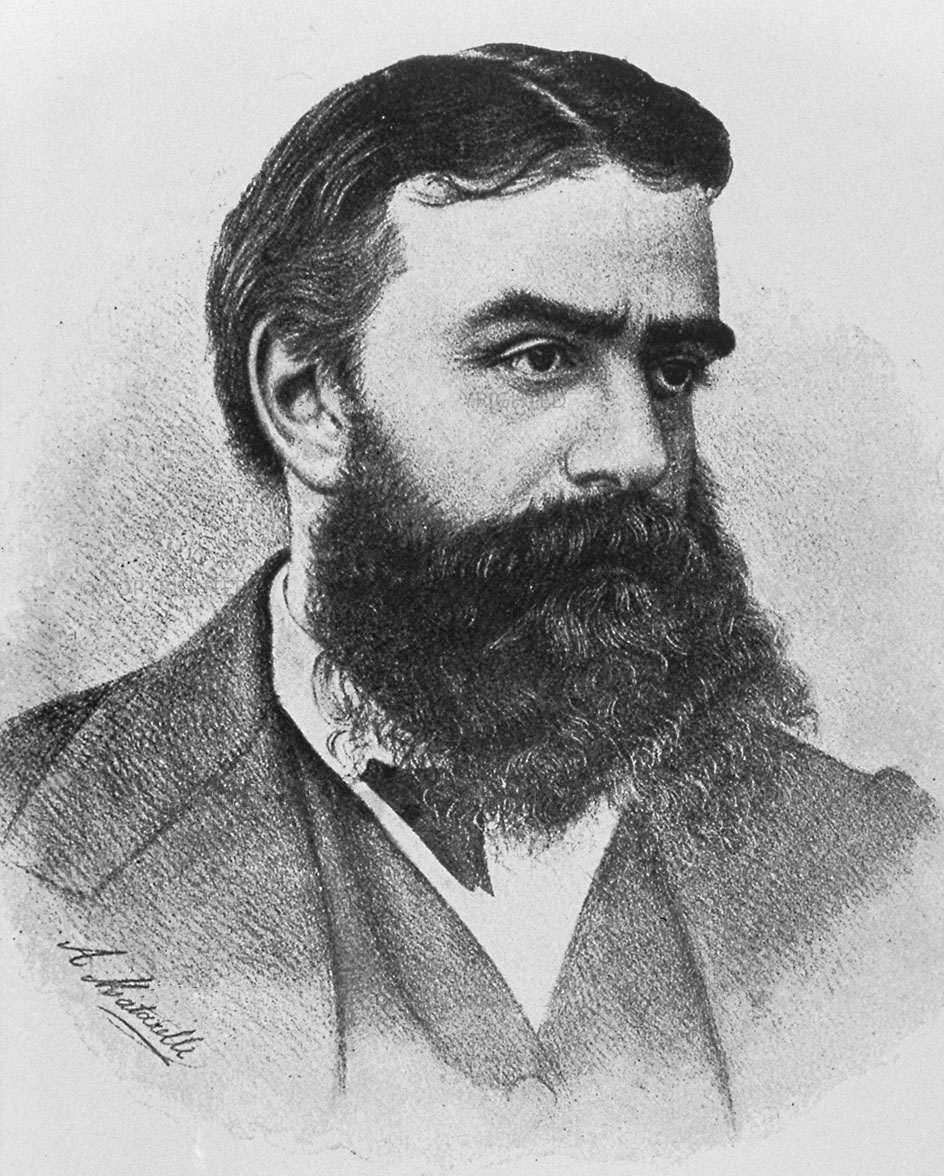
Giovanni Battista Donati

Giovanni Battista Donati (ur. 16 grudnia 1826 w Pizie, Włochy – zm. 20 września 1873 we Florencji) – włoski astronom, który 5 sierpnia 1864 zaobserwował widmo komety zw. 1864 II. Obserwacje te udowodniły, że warkocze świecą nie tylko dzięki odbitemu światłu słonecznemu, lecz same również zawierają świecący gaz.

## Życiorys
W latach 1854–1864 odkrył sześć komet, z których jedna, zaobserwowana po raz pierwszy 2 czerwca 1858, została nazwana na jego cześć.
Dzięki tym odkryciom uzyskał tytuł profesora astronomii i został dyrektorem obserwatorium we Florencji (1864). Brał również udział w pierwszych pracach nad widmową klasyfikacją gwiazd.
Astronom kierował budową nowego obserwatorium w Arcetri w pobliżu Florencji.